# Marcelite J. Harris
Marcelite J. Harris (Houston, 1943. január 16. – 2018. szeptember 7.) amerikai katonatiszt. Ő volt az amerikai légierő első afroamerikai női tisztje, 1965-ben nevezték ki.

## Életrajz

### Tanulmányai
A Georgia állambeli Atlantában tanult kommunikációt és drámát, a Spelman College-ban, amit 1964-ben végzett el.